# A tehetséges Mr. Ripley (regény)
A tehetséges Mr. Ripley Patricia Highsmith 1955-ös pszichológiai thrillere. Ebben a regényben tűnik fel először Tom Ripley, aki az írónő későbbi regényeiben is feltűnik (Ripley a mélyben, Ripley és a maffiózók, The Boy Who Followed Ripley és Ripley Under Water). Az öt regény "Ripliádként" is ismert.

## Cselekmény
|  | Alább a cselekmény részletei következnek! |

Tom Ripley egy fiatal férfi, aki bármit megtesz, hogy meg tudjon élni New Yorkban. Egy nap Herbert Greenleaf hajózási mágnással ismerkedik össze, akinek azt hazudja, hogy ismeri annak fiát. Később Greenleaf felkéri Ripleyt, hogy menjen Olaszországba, és győzze meg Greenleaf tékozló fiát, Dickie-t, hogy térjen vissza az Egyesült Államokba, és lépjen be a családi üzletbe.
Nem sokkal olaszországi megérkezése után Ripley találkozik Dickie-vel és annak barátjával, Marge Sherwood-dal; habár Ripley Dickey kegyeibe férkőzik, Marge látszólag nem kedveli különösebben. Ahogy Ripley és Dickie egyre több időt tölt együtt, Marge úgy érzi, mellőzik, és azt mondogatja Dickie-nek, hogy Ripley homoszexuális. Dickie ezután rányit Ripley-re, aki a ruháiban utánozza őt. Dickie feldühödödik, Ripley pedig észreveszi, hogy gazdag barátja kezdi elhanyagolni: ellenzi Ripley állandó jelenlétét és személyes függőségét. Ripley valóban Dickie megszállottja lett, de azért, hogy megtarthassa újdonsült életstílusát, amelyet Dickie vagyona biztosít neki.
Dickie belemegy, hogy San Remóba utazzon Ripley-vel. Ripley úgy dönt, végez Dickie-vel és ellopja a személyazonosságát. Amikor ők ketten kihajóznak egy bérelt hajón, Ripley egy evezővel halálra veri Dickie-t, a tetemet a vízbe dobja, a hajót pedig meglékeli.
Ripley felveszi Dickie személyazonosságát, a vagyonából él, Marge-dzsal pedig tudatja, hogy Dickie dobta őt. Freddie Miles, Dickie régi barátja, találkozik Ripleyvel Dickie római lakásában. Rájön, hogy valami nincs rendben. Amikor Miles kérdőre vonja, Ripley őt is megöli egy hamutartóval. A hullától Róma egyik külvárosában szabadul meg; megpróbálja úgy beállítani az esetet, mintha Milesszal rablók végeztek volna.
Ripley egy macska-egér játékba kerül az olasz rendőrséggel, de sikerül elszöknie – újra felveszi saját identitását és Velencébe költözik. Marge, Dickie apja és egy amerikai magánnyomozó kérdőre vonják Ripleyt, aki megpróbálja elhitetni velük, hogy Dickie depressziós volt, és lehet, hogy öngyilkos lett. Marge egy ideig Ripley házában marad. Amikor megtalálja Dickie gyűrűit Ripley-nél, közel kerül az igazság felismeréséhez. Ripley bepánikol, és meg akarja ölni Marge-ot. A lányt az menti meg, hogy elismeri: ha Dickie Ripley-nek adta a gyűrűit, akkor valószínűleg megölte magát.
A történet végén Ripley Görögországba utazik. Ekkor megtudja, hogy a Greenleaf-család halottnak hiszi Dickie-t, és egy Ripley által megírt végakarat szerint ő örökli Dickie vagyonát. Habár a könyv végén Ripley boldog és gazdag, felvetődik a lehetőség, hogy élete végéig paranoiában kell élnie. Az utolsó bekezdések egyikében egy csapat rendőrt képzel el, akik le akarják tartóztatni.
|  | Itt a vége a cselekmény részletezésének! |

## Elismerések
1956-ban jelölték a legjobb regénynek járó Edgar Allan Poe-díjra. 1957-ben a regény elnyerte a legjobb külföldi regénynek járó Grand Prix de Littérature Policière díjat.

## Magyarul
- A tehetséges Mr. Ripley; ford. Jász István; Geopen, Budapest, 2003

## Feldolgozások
- A regény első feldolgozása a Studio One tv-sorozat egyik 1956. januári része.[2]
- Az 1960-as Ragyogó napfény című film, amely azonban eltér az eredeti műtől.
- Az 1999-es A tehetséges Mr. Ripley című film, Anthony Minghella rendezésében; főszerepben Matt Damon (Ripley) és Jude Law (Dickie).
- A BBC Radio 4 2009-ben készítette el a Ripliád feldolgozását; főszerepben Ian Hart (Ripley), Stephen Hogan (Dickie) és Barbara Barnes (Marge).[3]
- 2010-ben mutatták be a regény színházi változatát a northamptoni Royal Theatre-ben.

## Fordítás
- Ez a szócikk részben vagy egészben  a   The Talented Mr. Ripley című angol Wikipédia-szócikk fordításán alapul.  Az eredeti cikk szerkesztőit annak laptörténete sorolja fel. Ez a jelzés csupán a megfogalmazás eredetét és a szerzői jogokat jelzi, nem szolgál a cikkben szereplő információk forrásmegjelöléseként.